# El Ges
El Ges és una població del municipi d'Alàs i Cerc de la comarca de l'Alt Urgell. Es troba en un contrafort de la serra del Cadí. Al poble s'hi pot trobat l'església de Sant Cebrià.